# 물병자리 이오타
물병자리 이오타(ι Aqr)는 황도적도 부근 물병자리 방향에 있는 항성이다. 겉보기 등급은 4.279로 맨눈으로 볼 수 있다. 히파르코스 위성이 수집한 시차 자료에 따르면 이 별과 우리 사이 거리는 약 175광년이다.
이오타별의 분광형은 B8 V로 전형적인 B형 주계열성이다. 반지름은 태양의 2.7배이며 초당 135킬로미터의 속도로 자전하고 있다(태양은 초당 2킬로미터 정도임). 2010년 적외선으로 이 별을 관측했으나 동반 천체는 발견되지 않았다.